# نری پارنتی
نری پارنتی (ایتالیایی: Neri Parenti؛ زادهٔ ۲۶ آوریل ۱۹۵۰) کارگردان فیلم اهل ایتالیا است.
از فیلم‌ها یا مجموعه‌های تلویزیونی که وی در آن‌ها نقش داشته‌است، می‌توان به کریسمس در ریو، پاپاراتزی، کریسمس در هند، مأموران آتش‌نشانی، تعطیلات در مریخ، کریسمس عشق و تیفوسی اشاره نمود.